# Богатыренко, Владислав Николаевич
Владисла́в Никола́евич Богатыре́нко (укр. Владислав Миколайович Богатиренко; 20 декабря 1999, Тарасовка — 16 июля 2023, Днепр) — украинский военнослужащий, солдат, участник российско-украинской войны. Герой Украины (23 августа 2024, посмертно).

## Биография
Родился 20 декабря 1999 года в селе Тарасовка Сумской области. Учился в местной школе. После её окончания получил образование в филиале ДОУ «Ахтырский центр ПТО» в селе Великая Писаревка, где получил специальность слесара по ремонту сельскохозяйственных машин и оборудования, тракториста-машиниста и водителя. После прохождения срочной службы заключил контракт с ВСУ.
С началом российского вторжения в Украину продолжил нести службу в ВСУ. Во время одного из боев в районе населенного пункта Железнянское, под Соледаром Донецкой области получил тяжелое ранение. Был доставлен в военный госпиталь в Днепр, однако полученные раны оказались не совместимы с жизнью, 16 июля 2023 года Владислав умер.
Похоронен в родном селе Тарасовка.
Остались жена, двое детей, родители и сестра с братом.

## Награды
- Звание «Герой Украины» с удостоением ордена «Золотая Звезда» (23 августа 2024, посмертно) — за личное мужество и героизм, проявленные в защите государственного суверенитета и территориальной целостности Украины, верность военной присяге[3].